# Paulchen Semmelmanns Flegeljahre
Paulchen Semmelmanns Flegeljahre ist eine deutsche Filmkomödie von 1918 innerhalb der Stummfilmreihe Paulchen. Hauptdarsteller ist Paul Heidemann.

## Hintergrund
Der Stummfilm, gedreht im Kinegraphia-Atelier, hat eine Länge von 1085 Metern – was circa 60 Minuten entspricht – in vier Akten. Produziert wurde er von der Nordische Films Co. GmbH (Berlin). Paulchen Semmelmanns Flegeljahre wurde von der Polizei Berlin im November 1918 unter der Nummer 42587 für jugendfrei erklärt. Da sich sowohl das Atelier als auch die Produktionsfirma im Eigentum des Filmverleihers Robert Müller befanden, liegt die Vermutung nahe, dass Müller auch der Produzent war, auch wenn die Quellen seinen Namen nicht explizit erwähnen.
Eine Aufführung ist belegt für das Tonbild-Theater-Olympia in Dresden, Altmarkt 13, wo der Film am 7. Dezember 1918 gezeigt wurde.